# Marin Getaldić
Marin Getaldić, Ghetaldus (en latín Marinus Ghetaldus) fue un matemático, físico y político de la República de Ragusa, nacido el 2 de octubre de 1568 o 1566 en Ragusa (hoy Dubrovnik en Croacia), murió el 11 de abril de 1626 o 1627 en la misma ciudad.
Es uno de los pocos estudiantes de François Viète con quien está en estrecho contacto. Un geómetra entre los matemáticos de su época  detrás del surgimiento de la nueva álgebra, también fue uno de los primeros en contribuir a la geometría analítica. En correspondencia con Galileo Galilei y Clavius, comunicó a los matemáticos italianos esta nueva forma de anotar las cuestiones algebraicas e implemento él mismo en la reconstrucción de las obras de Apolonio de Perge. En física, deja un estudio de espejos parabólicos, y una de sus creaciones de 71 cm de diámetro y 146 cm de altura se encuentra en el  Museo Marítimo en Londres. Escritor croata de lengua latina, su recuerdo perdura en las calles de la actual Dubrovnik.

## Inicios

### Juventud
Nacido en una familia patricia y numerosa, originaria de Tarento en Italia, Marino Ghetaldi es uno de los seis hijos de Maro Marino Jacques Ghetaldi y Ana Andrée Resti. Sus cuatro hermanos, André, Simon, Jacques y Martolicu, así como su hermana Niki, vivían detrás de la iglesia de San Blas, cerca del palacio del rector, sede del gobierno de la República de Ragusa. A pesar de su nobleza, son una familia pobre y  Ghetaldi fue primero alumno de la Franciscanos de Ragusa, cuya escuela estaba ubicada en la puerta occidental de la ciudad donde le enseñaron matemáticas. Luego frecuentó los círculos universitarios agrupados alrededor de Flora Zuzori.
A la edad de dieciocho años, Ghetaldi ingresó en el Gran Consejo, el órgano legislativo de la República, como secretario, y desde entonces siguió su carrera administrativa y científica. Su trabajo se refiere principalmente a las armas y la venta de sal, incluyendo seis meses en la península de Janjina, donde fue suspendido por un tiempo por desobedecer las leyes.
De 1597 a 1600 se dedica a viajar por Europa, se le ofrece un puesto como profesor de matemáticas en la Universidad de Lovaina, que rechazó, llega a París alrededor de 1600 y conoce a François Viète con quien se hizo amigo y le comunica algunas de sus obras, entre ellas su Harmonicon Celeste y como carece de tiempo para ocuparse de su propio trabajo matemático, Ghetaldi publica  su Apollonius Gallus (el francés Apolonio) y su De Numerosa Potestatum.

## Obra
La obra del matemático y físico de Ragusa parece períferica debido a que su obra nació en Ragusa, una ciudad en decadencia, situada lejos de todos los centros matemáticos. Ghetaldi manifestó la conciencia de este aislamiento varias veces a lo largo de si vida. Publicó en París, Londres, Padua, Roma o Venecia, no en Ragusa. En cuanto a su última obra, fue publicada póstumamente por sus hijas a través de la Cámara Apostólica de Roma, bajo la protección del cardenal Francesco Barberini, quien, tres años después, intenta en vano proteger a Galileo.

### Física
En las ciencias físicas, Ghetaldi realiza varios experimentos sobre la densidad de los materiales, dejando excelentes mediciones de estas densidades; también es conocido por su fabricación de vidrios polarizados y su evidente interés por los espejos parabólicos.

### Matemáticas
La contribución más importante de Ghetaldi a las matemáticas es su aplicación del álgebra a la geometría, especialmente en su "De resolutione et de composere mathematica, libri quinque", publicado póstumamente por sus hijas, Anna Francesca y Maria por deseo de su padre para dedicarlo al cardenal Francesco Barberini. En este libro, Ghetaldi anuncia su geometría, diez años antes del Discurso del Método de René Descartes y ocho años antes de la obra de Pierre Hérigone. Esta publicación es a veces considerada como el primer libro de geometría analítica